# باشگاه فوتبال بدشات لی
باشگاه فوتبال بدشات لی (به انگلیسی: Badshot Lea Football Club) یک باشگاه فوتبال در شهر بدشات لی، کشور انگلستان است که در سال ۱۹۰۴ میلادی تأسیس شده‌است.